# Янніс Анестіс
Янніс Анестіс (грец. Γιάννης Ανέστης, нар. 9 березня 1991, Халкіда, Греція) — грецький футболіст, воротар клубу «Панетолікос».

## Ігрова кар'єра
Вихованець футбольної школи клубу «Паніоніос». Дорослу футбольну кар'єру розпочав 2012 року в основній команді того ж клубу, в якій провів два сезони, взявши участь у 17 матчах чемпіонату.
2014 року став гравцем клубу АЕК, кольори якого захищав протягом чотирьох сезонів. Влітку 2018 року після тривалих переговорів залишив афінський клуб, який не погодився на вимоги гравця щодо підвищення заробітної платні.
5 липня 2018 року на правах вільного агента став гравцем чемпіона Ізраїлю, клубу «Хапоель» (Беер-Шева). У новій команді отримав статус основного воротаря, утім того ж місяця був названий головним винуватцем розгромної поразки 0:5 від загребського «Динамо» у грі другого кваліфікаційного раунду Ліги чемпіонів 2018/19, після чого втратив довіру тренерського штабу. Невдовзі, 31 серпня 2018, клуб розірвав контракт з голкіпером, який так й не дебютував в іграх першості Ізраїлю.
Півроку перебував без клубу, а на початку 2019 року приєднався до шведського «Гетеборга», в якому також став основним воротарем.

## Статистика виступів

### Статистика клубних виступів
Станом на 30 жовтня 2017
| Сезон                 | Команда               | Чемпіонат             | Чемпіонат | Чемпіонат | Національний кубок | Національний кубок | Національний кубок | Континентальні кубки | Континентальні кубки | Континентальні кубки | Інші змагання | Інші змагання | Інші змагання | Усього за | Усього за | Усього за |
| Сезон                 | Команда               | Ліга                  | Ігор      | Голів     | Ліга               | Ігор               | Голів              | Ліга                 | Ігор                 | Голів                | Ліга          | Ігор          | Голів         | Ігор      | Голів     |           |
| --------------------- | --------------------- | --------------------- | --------- | --------- | ------------------ | ------------------ | ------------------ | -------------------- | -------------------- | -------------------- | ------------- | ------------- | ------------- | --------- | --------- | --------- |
| 2012–13               | «Паніоніос»           | СЛ                    | 1         | -2        | КГ                 | 0                  | 0                  |                      | -                    | -                    |               | -             | -             | 1         | -2        |           |
| 2013–14               | «Паніоніос»           | СЛ                    | 16        | -21       | КГ                 | 1                  | 0                  |                      | -                    | -                    |               | -             | -             | 17        | -21       |           |
| Усього за «Паніоніос» | Усього за «Паніоніос» | Усього за «Паніоніос» | 17        | -23       |                    | 1                  | -0                 |                      | -                    | -                    |               | -             | -             | 18        | -23       |           |
| 2014–15               | АЕК                   | ФЛ                    | 23        | -13       | КГ                 | 8                  | -2                 |                      | -                    | -                    |               | -             | -             | 31        | -15       |           |
| 2015–16               | АЕК                   | СЛ                    | 11        | -8        | КГ                 | 6                  | -2                 |                      | -                    | -                    |               | -             | -             | 17        | -10       |           |
| 2016–17               | АЕК                   | СЛ                    | 15        | -10       | КГ                 | 9                  | -6                 | ЛЄ                   | 2                    | -1                   |               | -             | -             | 26        | -17       |           |
| 2017–18               | АЕК                   | СЛ                    | 8         | -4        | КГ                 | 0                  | 0                  | ЛЧ+ЛЄ                | 2+5                  | -3;-3                |               | -             | -             | 15        | -10       |           |
| Усього за кар'єру     | Усього за кар'єру     | Усього за кар'єру     | 74        | -58       |                    | 24                 | -10                |                      | 9                    | -7                   |               | -             | -             | 107       | -75       |           |

## Титули і досягнення
- Володар Кубка Греції (1):

АЕК: 2015-16
- Чемпіон Греції (1):

АЕК: 2017-18
- Володар Кубка Швеції (1):

«Гетеборг»: 2019-20